# Американские граждане, отбывающие тюремные сроки в Российской Федерации
По информации РИА Новости по состоянию на 2021 год в пенитенциарных учреждениях Российской Федерации находилось 17 граждан имеющих гражданство Соединенных Штатов Америки, из них 8 человек имеют также российское гражданство, 1 человек является гражданином Армении.
На 2023 год по американским источникам, в тюрьмах России находятся 10 человек, 3 человека выпущено на свободу в 2022 году.

## Список
| Отбывающий уголовное наказание                                | Профессия до заключения      | Срок осуждения, лет/год | Год задержания | Статус         | Причина |
| ------------------------------------------------------------- | ---------------------------- | ----------------------- | -------------- | -------------- | --- |
| Юджин Спектор (Eugene Spector)                                | бизнесмен                    | 15 лет                  | 2020           | в заключении   | взяточничество и шпионаж в 2020 году, в 2022 году по техническим причинам повторно осуждён на 3,5 года, в 2024 году осуждён на 15 лет за шпионаж                                             |
| Ствалли Томас Хауард(Thomas Stwalley)                         | блюзовый музыкант            | 11 лет                  | 2017           | в заключении   | выращивание и торговля наркотиков, при обыске обнаружили полтора килограмма марихуаны и 29 кустов конопли, выращенной в арендованной квартире, которую он переоборудовал под наркооранжерею. |
| Дэвид Барнес (David Barnes)                                   | житель Техаса                | 21 лет                  | 2022           | в заключении   | жестокое обращение с сыновьями живущими в период 2014-2018 гг, в Соединенных Штатах Америки, затем в России. Арестован после заявления семьи, о том что он находится в Москве                |
| Брайн Джеффри Эмиг                                            |                              | 4 года                  | 2019           | нет информации | контрабанда наркотиков, заказал через интернет в Ейск партию кокаина весом 3 грамма |
| Айра Дэвид Лэнг                                               | бизнес-тренер, порнорежиссер | 10 лет                  | 2015           | в заключении   | порнорежиссёр, специализирующейся в том числе на съёмках детской порнографии |
| Ильгиз Роулс                                                  |                              | 2 года                  | 2020           | нет информации | попытка изнасилования |
| Джеймс “Джимми” Винсент Уилгус (James “Jimmy” Vincent Wilgus) | музыкант и преподаватель     | 12,5 лет                | 2016           | в заключении   | Насильственные действия сексуального характера |
| Майкл Тревис Лик (Michael Travis Leake)                       | музыкант                     | 13 лет                  | 2023           | в заключении   | сбыт мефедрона |
| Юрий Малёв (Yuri Malev)                                       | охранник                     | 3,5 года                | 2023           | в заключении   | реабилитация нацизма |
| Роберт Вудлэнд (Robert Woodland)                              |                              | 9,5 лет                 | 2024           | в заключении   | покушение на сбыт наркотиков Кассационный суд смягчил приговор на три года с 12,5 до 9,5 лет                                                                                                 |
| Роберт Гилман (Robert Gilman)                                 |                              | 7 лет 1 месяц           | 2022           | в заключении   | применение насилия в отношении представителя власти |
| Гордон Блэк (Gordon Black)                                    | солдат                       | 3 года 2 месяца         | 2024           | в заключении   | угроза убийством и кража |
| Тимур Соловьёв                                                | бизнесмен                    | 16,5 лет                | 2013           | в заключении   | контрабанда амфетаминов, мошенничество |
| Алексей Сорокин                                               | бизнесмен                    | 14 лет                  | 2015           | в заключении   | мошенничество в особо крупном размере, а также организация покушения на убийство двух человек и серия поджогов                                                                               |
| Борис Никитин                                                 | бизнесмен                    | 3 года 3 месяца         | 2021           | нет информации | мошенничество |
| Михаил Подольский                                             | бизнесмен                    | 8 лет                   | 2019           | в заключении   | торговля наркотиками |
| Иван Куренной                                                 |                              | 4 года                  | 2019           | нет информации | покупка наркотиков |
| Камо Арустамян                                                |                              | 8 лет                   | 2018           | в заключении   | убийство, угроза убийством и причинение тяжких телесных повреждений |
| Энтони Шубаев                                                 |                              | приговор еще не вынесен | 2018           | в заключении   | разбой, находится в СИЗО |
| Арам Торосянц                                                 |                              | 6 лет                   | 2017           | нет информации | покушение на убийство |
| Андре Хачатурян                                               |                              | 8 лет                   | 2021           | в заключении   | незаконное хранение оружия |
| Стефан Джеймс Хаббард                                         | пенсионер                    | 6 лет 10 месяцев        | 2022           | в заключении   | наёмничество |
| Дэниел Джозеф Шнайдер                                         |                              | 6 лет                   | 2024           | в заключении   | похищение сына и попытка незаконного пересечения границы |

## Бывшие заключённые
| Отбывающий уголовное наказание            | Профессия до заключения                      | Срок осуждения, лет/год | Год задержания | Статус                                       | Причина |
| ----------------------------------------- | -------------------------------------------- | ----------------------- | -------------- | -------------------------------------------- | --- |
| Тревор Рид (Trevor Reed)                  | студент                                      | 9 лет                   | 2019           | на свободе с 27 апреля 2022 г.               | Применение насилия в отношении представителя власти, опасного для его жизни или здоровья. Освобожден в результате обмена на российского летчика Константина Ярошенко                                                                                 |
| Сара Криванек (Sarah Krivanek)            | репетитор по английскому языку               | 1 год 3 месяца          | 2021           | на свободе с 8 декабря 2022 г.               | нанесение ножевых ранений своему партнеру во время ссоры |
| Бритни Грайнер (Brittney Griner)          | американская профессиональная баскетболистка | 9 лет                   | 2022           | на свободе с 8 декабря 2022 г.               | хранение гашишного масла, освобождена в результате обмена на Виктора Бута |
| Вадим Еникеев                             | бизнесмен                                    | 8,5 лет                 | 2015           | на свободе с 31 марта 2022 г.                | мошенническое хищение в составе ОПС |
| Тейлор Дадли                              | бывший морской пехотинец армии США           | приговор не был вынесен | 2022           | на свободе с 12 января 2023 г.               | незаконное пересечение границы |
| Пол Уилан (Paul Whelan)                   | бывший морской пехотинец армии США           | 16 лет                  | 2018           | на свободе с 1 августа 2024                  | шпионаж, освобождён в результате обмена заключенными между Россией и Западом в Анкаре |
| Марк Фогель (Marc Fogel)                  | школьный учитель                             | 14 лет                  | 2021           | на свободе с 11 февраля 2025                 | хранение марихуаны, попытка въезда в Россию с наркотическим веществом |
| Эван Гершкович (Evan Gershkovich)         | журналист                                    | 16 лет                  | 2023           | на свободе с 1 августа 2024                  | шпионаж, освобождён в результате обмена заключенными между Россией и Западом в Анкаре |
| Алсу Курмашева (Alsu Kurmasheva)          | журналистка                                  | приговор не был вынесен | 2023           | на свободе с 1 августа 2024 г.               | неисполнение установленной законодательством обязанности по представлению в уполномоченный орган документов, необходимых для включения в реестр «иностранных агентов», освобождена в результате обмена заключёнными между Россией и Западом в Анкаре |
| Ксения Карелина (Хавана) (Ksenia Khavana) | танцовщица                                   | 12 лет                  | 2024           | обменяна на Артура Петрова 10 апреля 2025 г. | государственная измена |
| Джозеф Татер                              |                                              | приговор не был вынесен | 2024           | на свободе с 6 июня 2025 г.                  | нападение на полицейского |